# Смілка крейдяна
Смілка крейдяна (Silene cretacea) — вид рослин з родини гвоздикових (Caryophyllaceae); ендемік південного сходу України.

## Опис

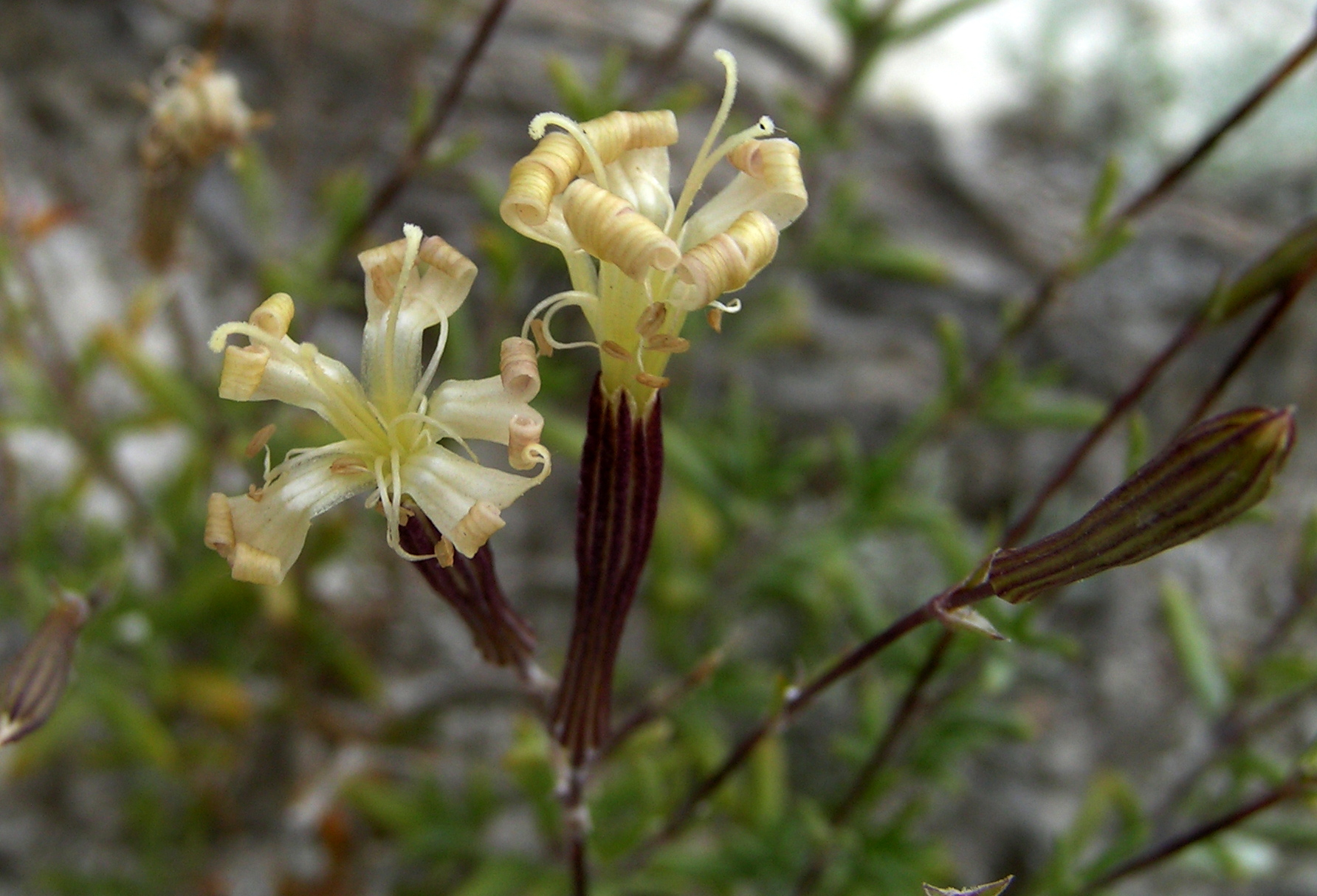
квітки

Багаторічна трава 8–15 см заввишки, внизу шорсткувата, вгорі гола, іноді клейка. Стебло здерев'яніле при основі. Листки лінійні, 5–14 мм завдовжки, часто вигнуті, товстуваті. Квітки поодинокі або їх 2–3. Чашечки голі, з гострими зубцями, 12–15 мм завдовжки. Пелюстки білуваті, зісподу з рожевим відтінком, без придатків, в 1.5 рази довші за чашолистки. Коробочка довгасто-яйцеподібна.
Період цвітіння: травень — липень. Період плодоношення серпень. Розмножується насінням.

## Поширення
Ендемік південного сходу України.
В Україні вид зростає на відслоненнях крейди — на південному сході, рідко (Харківська, Луганська, Донецька області).